# Édouard Batiste
Antoine-Édouard Batiste (Paris, 28 de março de 1820 - 9 de novembro de 1876) foi um compositor e organista francês. Nascido em Paris estudou no Conservatório de Paris à partir de 1828, ganhando prêmios em solfejo (1933), harmonia e acompanhamento (1837), contraponto e fuga, e órgão (1839). Em 1840, ele ganhou o Prix de Roma junto com François Bazin. Em 1842, tornou-se organista da igreja de Saint-Nicolas-des-Champs, em Paris, onde permaneceu por doze anos antes de se tornar organista da igreja de Saint-Eustache. Em Saint-Eustache, ele executou o órgão na estréia do Te Deum de Hector Berlioz em abril de 1855, conduzido pelo compositor.